# Diopsiulus badonneli
Diopsiulus badonneli är en mångfotingart som beskrevs av Demange och Jean-Paul Mauriès 1975. Diopsiulus badonneli ingår i släktet Diopsiulus och familjen Stemmiulidae. Inga underarter finns listade i Catalogue of Life.